# Brumália
A Brumália (em latim: Brumalia [bruːˈmaːlia]) foi um festival de solstício de inverno celebrado na parte oriental do Império Romano. Em Roma, havia o feriado menor de Bruma em 24 de novembro, que se transformou em grandes festividades de fim de ano em Constantinopla e no cristianismo. O festival incluía banquetes noturnos, bebidas, e alegria. Durante esse tempo, indicações proféticas eram tomadas como previsões para o restante do inverno. Apesar da repressão oficial ao paganismo do imperador Justiniano no século VI, o feriado foi celebrado pelo menos até o século XI, conforme registrado por Cristóvão de Mitilene. Não existem referências após o saque da capital em 1204 pela Quarta Cruzada.

## Etimologia
O nome Brumália vem de bruma, [ˈbruːma], "solstício de inverno", "frio de inverno", uma abreviação de *brevima, [ˈbrɛwɪma], presumivelmente a forma superlativa obsoleta de brevis, mais tarde brevissima ("menor", "mais raso", "mais breve").

## Visão geral
A "Bruma" romana é conhecida apenas por algumas observações passageiras, nenhuma das quais é anterior aos tempos imperiais. Menções à Brumália são encontradas após o século IV. Contra a desaprovação da Igreja, João Malalas e João Lídio usaram uma retórica que reivindicava sua introdução pelo próprio Rômulo.
A vida romana durante a antiguidade clássica era centrada no militarismo, agricultura, e caça. Os dias curtos e frios do inverno paralisavam a maioria das formas de trabalho. Brumalia era um festival celebrado durante esse período escuro e interlúdio. Era de caráter ctônico e associado a plantações, cujas sementes são semeadas no solo antes de germinar.
Os fazendeiros sacrificavam porcos a Saturno e Ceres. Os viticultores sacrificavam cabras em homenagem a Baco—pois a cabra é inimiga da videira; e eles as esfolavam, enchiam os sacos de pele com ar e pulavam sobre elas. Autoridades cívicas traziam oferendas de primícias (incluindo vinho, azeite de oliva, grãos e mel) aos sacerdotes de Ceres.
Embora a Brumália ainda fosse celebrada até o século VI, era incomum e os celebrantes eram condenados ao ostracismo pela igreja cristã. No entanto, algumas práticas persistiram como costumes de novembro e dezembro.
Em tempos posteriores, os romanos se cumprimentavam com palavras de bênção à noite: "Vives annos", "Viva por anos".

## Celebração contemporânea
Foi revivido como um festival realizado anualmente pelo Connecticut College.

### Webgrafia
- Wright H., The Classical Weekly,  Vol. 15, No. 7 (Nov. 28, 1921), p.52-4, epitome of De Bruma et Brumalibus Festis by J. R. Crawford
- Gill, N. S. «Brumalia». Dinosaurs and Barbarians. Consultado em 25 de março de 2013. Arquivado do original em 18 de novembro de 2012
- John the Lydian (Dezembro de 2009). «A translation of John the Lydian, "De Mensibus" 4.158». Roger Pearse: Thoughts on Antiquity, Patristics, putting things online, freedom of speech, information access, and more. Trans. Pearse, Roger. Consultado em 25 de março de 2013